# Rue Raugraff
La rue Raugraff est une voie de la commune de Nancy, dans le département de Meurthe-et-Moselle, en région Lorraine.

## Situation et accès
Constituant un des principaux axes nord-sud du centre-ville, la rue Raugraff est placée au sein de la Ville-neuve, et appartient administrativement au quartier Charles III - Centre Ville.

## Origine du nom
Cette rue en est nommée en l'honneur de Hyacinthe, comte de Raugraff (1780-1839), bienfaiteur de la ville de Nancy.

## Historique
La rue Raugraff, qui est une partie de la « rue des Quatre-Églises » (primitive) est une des grandes artères de la Ville-Neuve voulue par Charles III. Elle s'est appelée « rue de la Boucherie Ville-Neuve » vers 1605, lors de l'établissement de l'abattoir public sur le ruisseau Saint-Jean qui
coulait en ces parages et qui était située au nos 10 et 12. Cette « rue de la Boucherie » est devenue en 1839, la « rue Raugraff ».

## Bâtiments remarquables et lieux de mémoire
- Ancien magasin Vaxelaire et Pignot, situé au no 13, édifice de Charles André, Émile André et Eugène Vallin, dont la devanture est inscrite par arrêté du 25 février 1994 au titre des monuments historiques[3].